# جنگ و حقوق محیط زیست
جنگ می‌تواند به شدت به محیط زیست آسیب برساند و کشورهای درگیر جنگ اغلب در طول جنگ، الزامات عملیاتی را بر نگرانی‌های زیست‌محیطی مقدم می‌دانند. برخی از حقوق بین‌المللی برای محدود کردن این آسیب زیست‌محیطی طراحی شده‌اند.

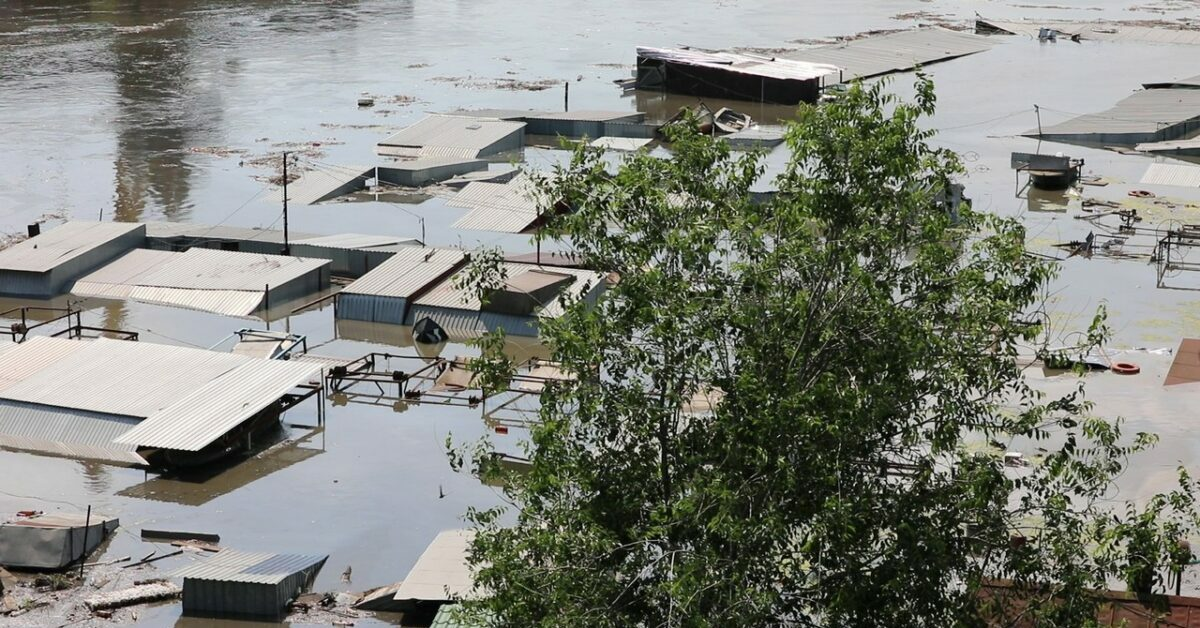
سیل در خرسون پس از انفجار سد کاخوفکا، که در زمان حمله روسیه به اوکراین تحت کنترل ارتش روسیه بود.

جنگ و فعالیت‌های نظامی پیامد زیست‌محیطی جنگ آشکاری بر محیط زیست دارند. تسلیحات، جابجایی نیروها، مین‌های زمینی، ایجاد و تخریب ساختمان‌ها، تخریب جنگل‌ها از طریق قطع درختان یا استفاده نظامی عمومی، مسمومیت منابع آب، تیراندازی به حیوانات برای تمرین، مصرف گونه‌های در معرض خطر از روی ناچاری و غیره، تنها برخی از نمونه‌هایی هستند که نشان می‌دهند چگونه فعالیت‌های نظامی در زمان جنگ و صلح (مانند آموزش، ساخت پایگاه و حمل و نقل تسلیحات) به محیط زیست آسیب می‌رسانند. «راهبرد زمین سوخته» و «سمی کردن چاه» نمونه‌های کلاسیک چنین تأثیری هستند. نمونه‌های اخیر شامل آلودگی نفتی جنگ خلیج فارس توسط عراق در کویت در سال‌های ۱۹۹۰/۱۹۹۱، استفاده ازاورانیوم ضعیف‌شده در کوزوو در سال ۱۹۹۹، و استفاده از سلاح گرمافشاری با سوخت هوایی در افغانستان از سال ۲۰۰۱ تاکنون است.
از دیدگاه حقوقی، حفاظت از محیط زیست در زمان جنگ و فعالیت‌های نظامی تا حدودی توسط حقوق محیط زیست مورد توجه قرار می‌گیرد. منابع بیشتری نیز در حوزه‌های حقوقی مانند حقوق بین‌الملل عمومی، قوانین جنگ، قانون بین‌المللی حقوق بشر و قوانین محلی هر کشور آسیب‌دیده یافت می‌شود. با این حال، این مقاله عمدتاً بر محیط زیست متمرکز است و به محض اینکه دو کشور در حال مبارزه با آن هستند، این موضوع به یکی از نگرانی‌های بین‌المللی تبدیل می‌شود؛ بنابراین، قانون بین‌المللی محیط زیست که شورای امنیت سازمان ملل متحد آن را اجرا می‌کند، در اینجا مورد توجه است. قانون جنگ در مقایسه با سایر حوزه‌های حقوق بین‌الملل، چندان توسعه‌یافته نیست. تنها شورای امنیت سازمان ملل متحد اقتدار و صلاحیت تنظیم توسعه و اجرای آن یا نظارت بر رعایت آن را دارد.